# Lluís Ferrer Clariana
Lluís Ferrer Clariana (Mataró, 1909-1970) Historiador. Fundó en Mataró la "Obra de Sant Francesc" (1945), dedicada a la restauración de ermitas de la comarca. Fue director del archivo parroquial de Santa Maria de Mataró. Publicó varios artículos y las monografías "Testimoni del culte de les Santes (1961), Valldeig (1966) y, de más importancia, Santa Maria de Mataró, en dos volúmenes (1968-70). 

## Biografía
Lluís Ferrer Clariana trabaja de funcionario municipal en la oficina de abastecimientos y después como corredor de algodón. Administra algunas casas y propiedades del arquitecto Puig y Cadafalch, con el cual mantiene una relación muy cordial. Todo y sus problemas cardíacos, no deja nunca de sorprender a sus coetáneos por su dinamismo y su capacidad de trabajo.
Es un hombre de una profunda sensibilidad y una convencida catalanidad. Desde el inicio de Unión Democrática de Cataluña, en el año 1931, forma parte del primer núcleo mataronense de este partido que defiende los valores democráticos dentro de una ética cristiana y del nacionalismo catalán. Conoce miembros destacados del partido. Hace especial amistad con Miquel Coll y Alentorn. Fue secretario de la junta del consejo intercomarcal de Barcelona a partir del año 1935.

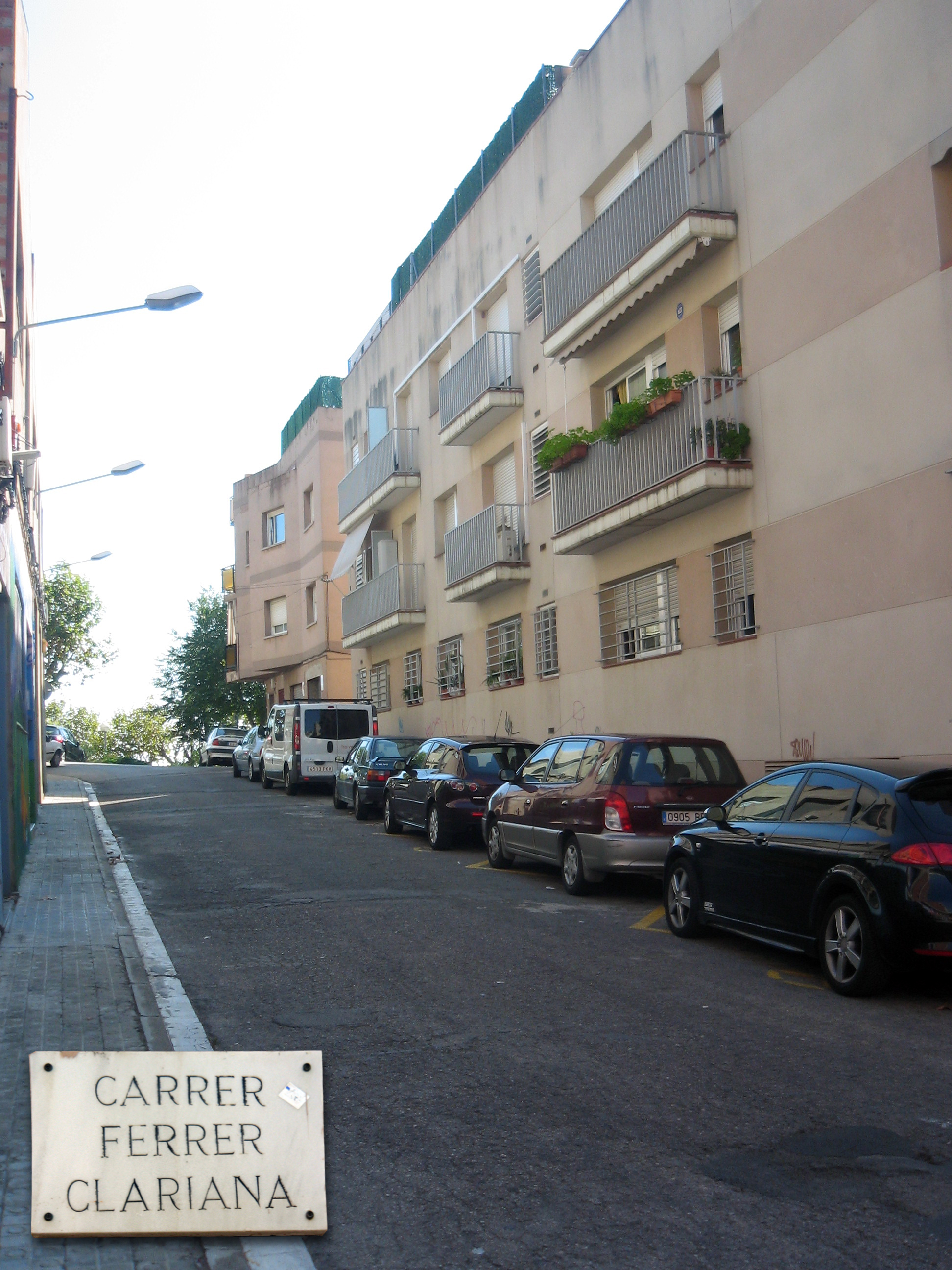
Calle "Ferrer i Clariana" de Mataró.

En el año 1931, Lluís Ferrer Clariana, entra a formar parte de la Agrupación Excursionista, una de las entidades más dinámicas y vivas de la ciudad de Mataró, a la que se le reconoce una preeminencia sobre las otras sociedades excursionistas. Los excursionistas están presentes en todos los campos. Saben que la defensa del nacionalismo solo es posible con una buena preparación y con un profundo conocimiento del país y de su historia. Es con este argumento que Lluís Ferrer Clariana y Jesús Illa organizan en la Agrupación cursos de Historia, Geografía, Lengua y Literatura Catalanas. Se debe recuperar el tiempo perdido. También hace falta recuperar los testigos del pasado y es así como Illa y Ferrer Clariana tienen la iniciativa de restaurar la ermita de Sant Martí de Mata, que efectivamente se hará por parte de los dinámicos elementos de la Agrupación. 
La Sección de Arqueología de la Agrupación vive unos momentos de gran actividad con su "brigada de excavaciones" que forman el mismo Ribas, Lluís Ferrer Clariana, Josep Montells, Jesús Illa y Cosme Pujades. Se organizan "excursiones arqueológicas" y conferencias "artístico-arqueológicas".
Durante el julio de 1936, en un intento de salvar el patrimonio cultural de la ciudad de Mataró de su destrucción, por parte de los incontrolados, es constituido el Comité Local del Patrimonio, nombrado por el Alcalde Salvador Cruixent. 
Lluís Ferrer Clariana forma parte de este Comité, junto con Marià Ribas y Beltran, como destacadas personalidades del mundo cultural local, a ellos se añaden Albert Puig, Consejero de Cultura; Rafael Estrany, pintor; Lluís Muntaner, pintor; Francesc Bas, profesor de la Escuela de Artes y Oficios; Julià Gual, periodista; Joaquim Cases, periodista; y Lluís Pedemonte, periodista. Este Comité sería denominado popularmente como “la Cruz Roja del Arte”.
Entre otros cargos, fue secretario de la junta de la Academia de las Santas el año 1939.
Ferrer y Clariana tenía la vocación de restablecer la función cultual de todos los edificios religiosos malogrados, y era el motor de esta empresa. Marià Ribas colaborava a fondo, merced a su saber. Pero siendo Marià Ribas el maestro de la arqueología mataronense, los términos de colaboración se alternaban cuando de esta disciplina se trataba. Buena prueba de ello fue la creación de la Sección de Historia y Arqueología del Museo de Mataró, en el año 1947, donde Ferrer Clariana era el colaborador de Marià Ribas. 
La "Obra de Sant Francesc" fue creada por Ferrer Clariana en el año 1943. De hecho ya existía desde el año 1939 en el momento en el que nuestros dos pioneros volvían a dedicarse a la salvaguarda del patrimonio, como ya lo habían hecho antes, durante la revolución. Pero no fue oficialmente institucionalizada hasta el 7 de noviembre del año 1943. El lema de la Obra es "Francesc rehízo los edificios sagrados en defensa del corazón de los hombres".
Según palabras de sus propios colaboradores: Representa que es la Obra la que promociona restauraciones, edita goces, organiza fiestas y reuniones, edita monografías, programa conferencias y promueve estudios. Pero no nos hemos de engañar, la Obra es cien por cien Ferrer. O dicho de otra manera: la Obra de Sant Francesc es un nombre; la institución es él. La creación del Museo Archivo de Santa Maria fue una consecuencia de esta actuación.

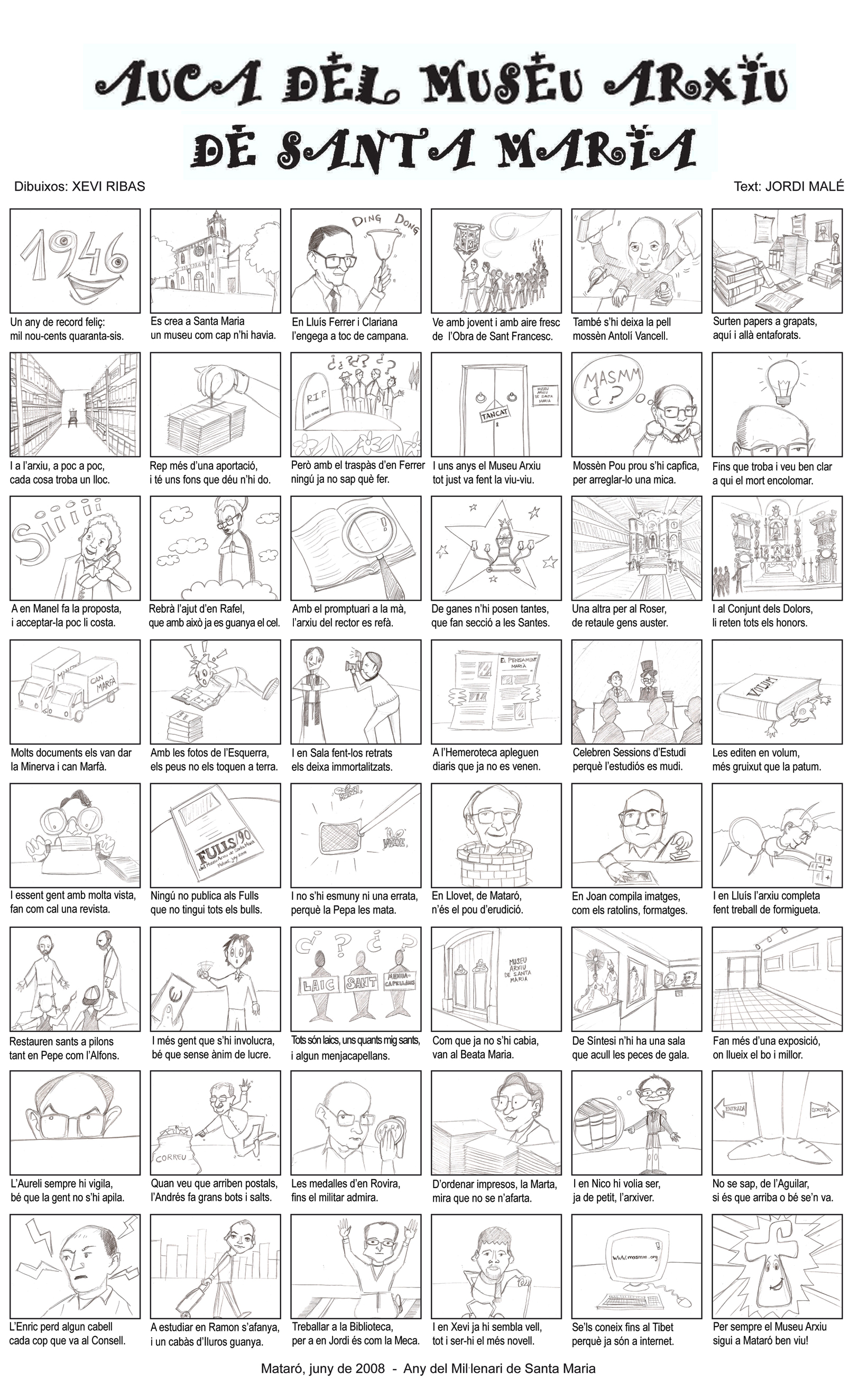
Auca creada en junio de 2008 para la celebración del Milenario de la Basílica de Santa Maria de Mataró.

El templo de Sant Martí de Mata y el convento de las Caputxines fueron los primeros beneficiarios de la acción restauradora de la Obra. También algunas capillas urbanas reencontraran su antigua vocación. Ni que decir tiene que la Basílica fue el objeto de una especial atención. Buena necesidad tenía. Durante la guerra, entre otros usos, había sido depósito de abastecimientos, aposento de refugiados e, incluso, mercado. Devolver el altar de Sant Desideri a su estado primitivo y recuperar la imagen de la Virgen depositada en el Museo Municipal, serían dos obsesiones de Ferrer Clariana. Manifestándolo a menudo. El traslado de la imagen gótica de la Asunción de Maria era una cuestión que solo le trajo disgustos, desde hacía medio siglo estaba depositada en el Museo Municipal. Las gestiones resultaban inútiles, hasta que un buen día Ferrer Clariana descubrió en el archivo el documento original en qué constaba la propiedad de la Iglesia y el depósito a favor del Museo. El 27 de diciembre de 1952 la imagen se reintegró al templo.
Otra capilla de la Basílica fue igualmente beneficiaria de la dedicación de Ferrer Clariana. Se trata de la capilla de las Animes, en la cual procuró la construcción de un retablo dedicado al Mare de Déu del Carme, según proyecto de Marià Ribas y ejecutado por el taller de Josep Mach. El retablo quedó, pero, por acabar. 
La acción de Ferrer Clariana se proyectó también en los santuarios de Lorita y Santa Maria del Corredor, las ermitas de Sant Jaume de Traià y de Santa Margarita de Cabrera e iglesias como la de Sant Andreu d’Alfar, dónde el año 1946 se creó una comisión para su restauración, al igual que se hizo también, durante el mismo año, en el santuario de Santa Maria del Corredor.
El 2 de febrero del año 1946 se inauguró el Museo Histórico Arciprestal de Santa Maria, promovido por la Obra de Sant Francesc de manos de su primer director, Lluís Ferrer Clariana, de acuerdo con el rector, padre Vancell. Instalada en a la antigua Sala del Archivo de la Comunidad de Presbíteros, la entidad salva, ordena y custodia el patrimonio museístico y documental de la parroquia más antigua de Mataró, que ha quedado fragmentado, desperdigado y malogrado durante la Guerra. El material que en el año 1939 Ferrer Clariana había recuperado, procedente de varios almacenes municipales, donde era depositado a consecuencia de la revolución y la guerra, se situó primero en los bajos de la vicaría y después fue trasladado a la sala de Juntas de la Administración del Roser, para ocupar más tarde la sala del Archivo de la Comunidad. En la misma sala es donde la Obra de Sant Francesc tenía su sede y era encargada de su cura y conservación. Ferrer Clariana simboliza el afán de preservación del pasado cultural. Archivero incansable, encuentra colaboradores por todas partes, estudiosos de la historia, artistas, gente que acaba implicándose en proyectos concretos, gente que hace donativos económicos o gente que forma comisiones de propietarios de los lugares dónde se restaura una ermita o una capilla de calle. La medida es sabia, porque además de integrarlos en la empresa, los vincula y solidariza con los trabajos de conservación y mantenimiento posterior. Ferrer Clariana lleva a término una ingente obra de recuperación de obras de arte y de documentación. Además, organiza exposiciones, conferencias y crea una sección de estudios.
Publica artículos tanto en el diario "Mataró" como en la revista "Museo" que explican la realidad del Museo Archivo. Organiza exposiciones como la del "Arte religioso", realizada el año 1948, y colabora con otras, como la de "Recuerdos de Roma" o la de "El año Mariano universal". Impulsa la primera restauración de las telas de Viladomat de la Capilla de los Dolores. 
Durante el abril de 1947, se celebraron las fiestas de entronización de la Virgen María de Montserrat. Fue la primera empresa colectiva de los catalanes tras la guerra civil. La “Comissió Abat Oliva”, organizadora de los actos, procuró que participara todo el pueblo de Cataluña, creando y promocionando delegaciones locales y comarcales. 
El análisis de la documentación conservada nos indica que en Mataró, Lluís Ferrer Clariana es el promotor de la delegación local y la alma de la delegación comarcal del Maresme, Participó, también muy activamente. Marià Ribas y Bertran, quien dibujó y diseñó la lámpara votiva del Maresme, ofrecida en Montserrat. 
La comisión, fue formada mayoritariamente por personas que pertenecían a organizaciones católicas, pero de tendencia catalanista. La comisión mataronense incidió activamente en las dos parroquias de la ciudad. Santa Maria y Sant Josep, y en las correspondientes asociaciones de Acción Católica. Una nota manuscrita de Ferrer Clariana insinúa los contactos con el Ayuntamiento, con los comerciantes, con los deportistas, con el Horno del Vidrio, con los escritores, con los pescadores, con los artistas, con los médicos... No sabemos si se llevaron a cabo, pero es muy posible. 
El Museo Archivo de Santa Maria conserva una parte de la documentación generada por la delegación mataronense.
Publica artículos tanto en el diario "Mataró" como en la revista "Museo" que explican la realidad del Museo Archivo. Organiza exposiciones como la del "Arte religioso", realizada el año 1948, y colabora con otras, como la de "Recuerdos de Roma" o la de "El año Mariano universal". Impulsa la primera restauración de las telas de Viladomat de la Capilla dels Dolors. 
De sus numerosas conferencias, podemos destacar la realizada en el año 1963, con el tema "Sant Feliu de Cabrera" realizada en el local de "La Alcancía" y organizada por la comisión de monumentos Histórico-artísticos de Cabrera o la realizada en honor a la consagración de la Ara Magna de la capilla prerrománica de Sant Cristòfor de Cabrils, durante el año 1966.
El mismo año 1966, colaboró en un hecho histórico por el impacto conseguido en la ciudad de Mataró, la grabación de la tradicional "Misa de les Santes", hecho que la prensa de aquel momento consideró cómo: "un hecho importante de carácter tradicional a la par que sentimental, como es la grabación de la por tantos conceptos mataronina "Misa de las Santas", noticia que causó un profundo impacto a la ciudad, en el momento en el que hace unos días, fue anunciado a través de las páginas de La Vanguardia" (La Vanguardia, edición del sábado 2 de abril, página 40). 
La idea de la grabación nació de manos del señor Montserrat Recoder, presidente de Caixa Laietana, empresa que patrocinó la misma, y fue participada por los Coros y Orquesta del Gran Teatro del Liceo. La grabación se realizó en el conocido Casino "Alianza" bajo la dirección del maestro Margal Gols, director de la orquesta Filarmónica de Las Palmas de Gran Canaria. Durante las fiestas de Les Santes del mismo año (1966), los discos de la grabación, acompañados de un completo estudio de la Misa, así como de una biografía del autor de la misma, Mn. Blanch, se pusieron a disposición de los mataronenses.
“Ferrer y Clariana era un hombre muy jovial, de una habla dulce y, pese al su aspecto frágil, muy firme en sus convicciones y decisiones. Lo caracterizaba un cierto misticismo, que se hermanaba mucho con el de en Jesús Illa. Eran los dos terciarios franciscanos. Muy respetuoso del prójimo, nos proponía siempre, al finalizar una prospección y en el caso de un hallazgo de restos humanos, por sencillas que fueran, realizar una plegaria para la persona a quien pertenecían. Escena, con todos los respetos, muy pintoresca, teniendo en cuenta el humor inglés de Marià Ribas y la fértil imaginación de Esteve Albert. Era, pero, una prueba de la gran humanidad de Lluís Ferrer Clariana.
La última vez que lo vimos había pasado ya mucha agua por debajo del puente de la riera de Argentona. Ya residiendo en Perpiñán lo acogimos y, con su compañía, hicimos una visita a esta villa, yendo después al centro de arte de Sant Vicenç. Fermí Bauby, hombre de cultura y mecenas de arte, propietario del lugar, tenía el gusto de instalar, a la entrada del recinto, una señera al alcance de la mano. Al llegar, Ferrer Clariana se sacó el gorro y, con mucha emotividad, la cogió delicadamente, besándola. La escena pasaba en unos tiempos que en nuestra casa todavía era postergada, y aquel gesto emotivo del amigo, del compañero de inquietudes lejanas, fue un adiós definitivo con la señera interpuesta”
Extracto de: “El Museo Archivo de Santa Maria, cincuenta años ya!” Jaume Lladó i Font. 
Jaume Lladó y Font, entonces bien joven, perteneció a la Obra de Sant Francesc y formó parte del grupo de colaboradores de Lluís Ferrer Clariana.
En el año 1970, durante el funeral de Ferrer Clariana, el Padre Pou se comprometió delante de la feligresía a publicar el manuscrito del segundo volumen sobre Santa Maria de Mataró que Ferrer Clariana ha dejado como obra póstuma. Fue un acierto, porque hizo posible la plasmación en papel de los conocimientos que Ferrer Clariana acumuló, a lo largo de su vida, sobre la parroquia y su término municipal.
Con la muerte de Ferrer Clariana, en el año 1970, se abre un periodo de tres años de incertidumbre al Museo Arxiprestal de Santa Maria. Se cierra la sala del museo y los fondos archivísticos restan a la espera que alguien se haga cargo. Las actividades y visitas se paran. El rector espera que algún clérigo asignado a la parroquia se haga cargo de la empresa iniciada por Ferrer Clariana. Pero, al iniciarse la actividad del Consejo Pastoral, tras las vacaciones de verano de 1974, el rector transmitió a sus miembros la inquietud, y plantea el abandono del Museo Archivo como asunto prioritario por resolver. Casi accidentalmente se dirige a Manuel Salicrú, joven miembro del Consejo, y le pregunta si quiere hacerse responsable. Este, prudente y consciente de su afición por la historia, no dice que no. Rafael Soler, hombre vinculado a la Cofraria dels Dolors y también miembro del Consejo, se ofrece a acompañar a Salicrú en la Sala del Archivo.
La ciudad de Mataró, rindió homenaje a este digno personaje otorgando su nombre a una calle de la ciudad.

## Obras

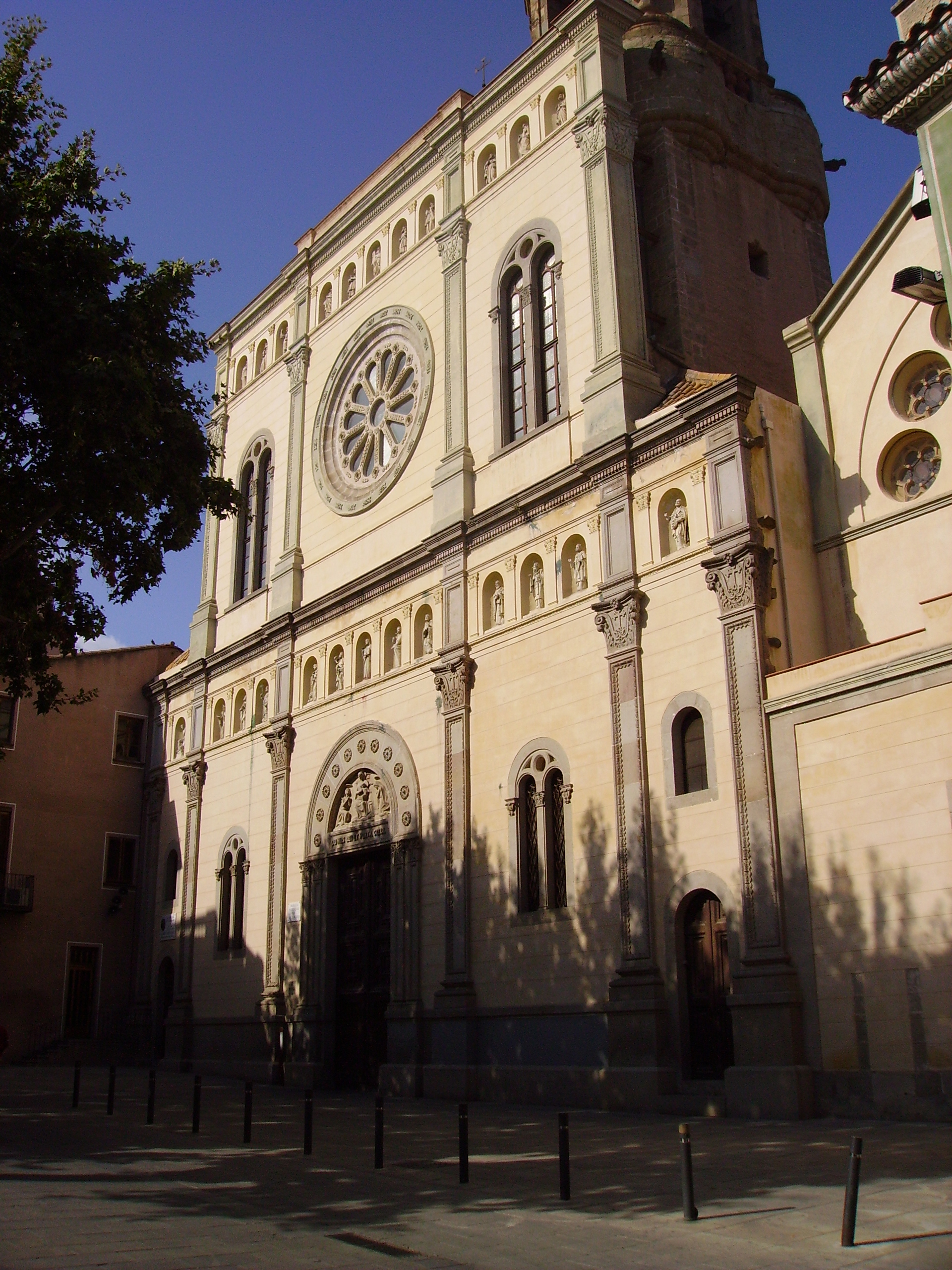
Basílica de Santa Maria de Mataró.

La Capella Pre-romànica De Sant Cristòfor De Cabrils. 
por: Ribas y Bertran, Marià y Lluís Ferrer y Clariana.
Editorial: Edicions Obra De Sant Francesc, I, (Año: 1960)
Testimonis Del Culte A Les Santes Juliana I Semproniana
Editorial: Imprenta Minerva (Aço: 1961 Mataró)
Monuments històric-artístics i bells paratges de la Maresme
Por: Mariano Ribas Bertrán, Lluís Ferrer Clariana, Francesc Carreras Candi.
Descripción: Aspectos de Cabrera de Mataró, Cabrils y Vilassar de Mar, con grabados y textos recopilados de obras de diferentes autores.
Editorial: Desconocida Año:1963 
Santa Maria de ciutat Freta (...) "Analecta Sacra Tarraconensia"
Descripción: Balmesiana (Biblioteca Balmes). BARCELONA, 1964. Tamaño 4º mayor. 4 pp.. Separata no editorial de la revista "Analecta Sacra Tarraconensia. Revista de Ciencias Histórico-Eclesiásticas." "Miscelánia de Estudios dedicados a Barcelona Archidiócesis." Vol. XXXVII:1964
La senyoria Feudal de Mata
Descripción: Historia del que fue dominio feudal de la antigua torre de Mata y posterior castillo de Mata, dentro del cual podíamos encontrar "Alarona" o "Ciutat Freta" nombres que tuvo la ciudad de Mataró previamente al actual.
Editorial: Desconocida. Año:1964
Valldeix
Editorial: Museu i Arxiu Històric Arxiprestal, (Año:1966).
Santa Maria De Mataró. La Parròquia. El Temple. (dels Orígens A L`últim Terç Del Segle XVII) 
Descripción: Estudio sobre el templo y la parroquia de Santa Maria de Mataró, para conseguir finalizar esta obra, el autor tuvo que investigar durante más de 26 años en los principales archivos de Barcelona y Mataró y realizar tres redacciones de ensayo antes de su publicación final.
Editorial: Museu I Arxiu Històric Arxiprestal, (Año:1968).
Santa Maria de Mataró : la parròquia, el temple (1675-1928)
Editorial: Museu i Arxiu Històric Arxiprestal. (Mataró. Año:1970).